# Шерцер, Алекс
Алекс Шерцер (англ. Alex Sherzer; 1 февраля 1971, Fallston, Мэриленд — 4 декабря 2022) — американский шахматист, гроссмейстер (1993).
Второй призёр первенства мира U-18 1989 года. В чемпионате США 1992 года — 2-3 место. Участник межзонального турнира ФИДЕ (Биль, 1993).
Выступал в Кубках европейских клубов за венгерскую команду Zalaegerszegi Csuti Antal SK (1993, 1995—1996).
Скончался 4 декабря 2022 года.

## Изменения рейтинга
| Графики недоступны из-за технических проблем. См. информацию на Фабрикаторе и на mediawiki.org. |